# Aníbal Augusto Sanches de Miranda
Aníbal Augusto Sanches de Sousa de Miranda ComA foi um coronel de Artilharia e Governador de Macau de 14 de Julho de 1912 a 10 de Junho de 1914.
Frequentou o Colégio Militar.
A 15 de Fevereiro de 1919 foi feito Comendador da Ordem Militar de Avis.
Existem ruas com o seu nome em Beja e Castro Verde.